# Wild Water
Wild Water es una banda de rock noruega fundada en 2003 por el bajista/vocalista Olav Verpe y el guitarrista Daniel Brinch en Oslo. Durante el otoño de 2008 la banda fue descubierta por el exguitarrista de Turbonegro Rune Gronn y en marzo de 2009 graban su álbum de debut, "That Great View". Su estilo musical mezcla indie rock y pop con elementos de rock clásico. Desde su debut en 2009, la banda ha lanzado dos álbumes de estudio y entre marzo y abril del 2009 Wild Water realizó su primer tour a nivel nacional como internacional.
La banda ha participado en varios conciertos de caridad en Noruega. Por ejemplo, un concierto de solidaridad con Chile en marzo de 2010. Los fondos recaudados en el concierto estuvieron depositados en la cuenta de Un Techo para Chile.

## Miembros del grupo
- Harald Verpe – Batería
- Olav Verpe – Voz/Bajo
- Daniel Brinch – Guitarra

## Discografía
- That Great View (2009)
- No Legacy EP (2010)